# Japanischer Baseballskandal 2013

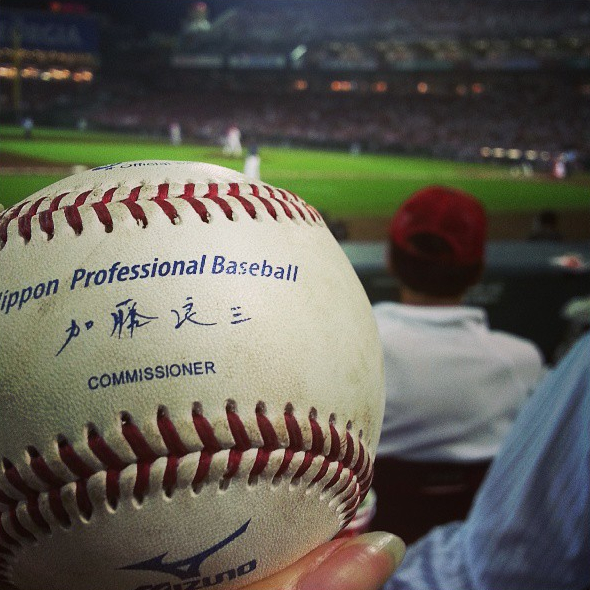
Offizieller Baseball der Nippon Professional Baseball der Saison 2013

Der Japanische Baseballskandal ist ein Skandal um die Flugeigenschaften der Bälle im Nippon Professional Baseball (NPB) beziehungsweise in den beiden Profiligen Central League und Pacific League. Die Bälle wurden so hergestellt, dass damit mehr Home Runs möglich wurden.

## Vorgeschichte
Bereits in den späten 1990er und frühen 2000er Jahre gab es schon einmal einen Zuwachs von Home Runs. Damals verdächtigte man auch die Bälle und es wurde die Produktion überprüft. Jedoch konnte an den Bällen nichts Ungewöhnliches festgestellt werden und man erklärte sich diese Home Runs mit der Einnahme von Steroiden bei den Sportlern.
In den japanischen Baseballligen gab es bis 2011 keine Regelung über die Eigenschaften der Bälle, und so hatte jede Mannschaft ihre eigenen Bälle. Dieser Umstand machte es besonders einfach, die Spiele zu manipulieren. So hatten manche Mannschaften mehrere Ballausrüster und wechselten sie je nach Gelegenheit. Daneben hatte es Auswirkung auf die Nationalmannschaft, die im internationalen Vergleich nicht so gut abschnitt., denn auf internationaler Ebene wird ein standardisierter US-Ball verwendet. Der neue standardisierte Ball, der in der Saison 2011 eingeführt wurde, führte zunächst dazu, dass Home Runs um 40 % seltener wurden. Daraufhin trat der NPB-Vorsitzende Ryōzō Katō an den Sportartikelhersteller Mizuno mit dem Ansinnen heran, den Ball zur Saison 2013 leichter und kleiner herzustellen. Dies hatte Auswirkung auf die Flugeigenschaften der Bälle, die dann weiter flogen und mit denen in der Folge auch mehr Home Runs erzielt wurden. Am 30. April 2013 erzielte Tony Blanco der Yokohama DeNA BayStars mit seinem 14. Home Run innerhalb eines Monats einen neuen Rekord, und es wurde vermutet, dass irgend was nicht mehr stimmte. Es wurde bei der NBP nachgefragt, ob die Bälle verändert wurden, jedoch wurde ein solcher Vorgang dementiert.

## Aufdeckung
Am 11. Juni 2013 gab die NPB zu, dass die Bälle heimlich verändert wurden. Man gab an, dass es Verwirrung auslösen würde, wenn man die Änderung öffentlich kommuniziert hätte. Nach Kritik und Rücktrittsforderungen, vor allem seitens der Fans, musste Ryōzō Katō daraufhin am 14. Juni 2013 für die Entscheidung um Entschuldigung bitten. Jedoch wird mit dem neuen Ball die Saison zu Ende gespielt, da man nicht einfach so die Richtlinien ändern kann. Allerdings versprach man, in der Zukunft solche Änderungen besser zu kommunizieren. Andere Beteiligte, wie Spieler und Teammanager, sagten, sie hätten nichts davon gewusst, höchstens bemerkt, dass der Ball plötzlich andere Geräusche machte. Diese Aussagen wurde allerdings als unglaubwürdig eingestuft, denn Spieler, die einen Home Run erzielen, bekommen diesen zusätzlich vergütet.